# Christina Maria Casagrande
Christina Maria Casagrande (* 3. Oktober 1947 in Aschaffenburg als Christina Maria Ohliger; † 29. Juli 2019 in Türkenfeld) war eine deutsche Heilpraktikerin und Autorin.

## Leben
Ohliger wuchs in Planegg auf und besuchte das Elsa-Brandström-Gymnasium in München. Als sie siebzehn war, führte Steinbildung zum Verlust einer Niere. Sie brach die Schule ab und absolvierte eine Ausbildung zur Arzthelferin.
Von 1967 an arbeitete sie in verschiedenen internistischen Praxen und Krankenhäusern. Zwischen 1978 und 1982 machte sie einen beruflichen Abstecher in die elektronische Datenverarbeitung. 1980 heiratete sie Donato Casagrande und zog wieder nach München. Ab 1982 besuchte sie eine Heilpraktikerschule, legte 1985 die Prüfung ab, absolvierte eine zweijährige Assistenzzeit und eröffnete 1987 eine Praxis in München. Ab 1994 baute Christina Casagrande eine neue Praxis in Geltendorf auf. Diese wurde 1998 nach Türkenfeld verlegt, wo sie bis zur Schließung im Juli 2019 betrieben wurde, als Casagrande infolge eines Lebertumors starb.

## Schaffen
Insbesondere die Spagyrik nach Alexander von Bernus nahm einen breiten Raum in ihrer Tätigkeit ein. Dies führte zu einer regen Vortrags- und Seminartätigkeit in  Deutschland, Österreich und der Schweiz. Von ihr stammen zahlreiche Artikel und Kolumnen in Fach- und Publikumszeitschriften, sowie unter anderem ein Buch zum Thema Wechseljahre („Die Zeit der Schattenblütenfrau“). Sie war Mitherausgeberin und Co-Autorin eines Buches zur Sterbebegleitung, welches 2019 in Neuauflage erschien. Ihr Hauptwerk zur Spagyrik nach Alexander von Bernus erschien in vier Auflagen, zuletzt 2019.

## Veröffentlichungen
- Spagyrik nach Alexander von Bernus Sonntag Verlag, Stuttgart 2009; 2.–4. Auflage: Karl F. Haug Verlag, Stuttgart 2011–2019, ISBN 978-3-13-241945-2.
- Komplementäre Sterbebegleitung Herausgegeben von G. Huber, C. Casagrande, Co-Autorin, Georg Thieme Verlag, Stuttgart 2011; ISBN 978-3-8304-7347-3.
- Sterben begleiten Herausgegeben von G. Huber, C. Casagrande, Co-Autorin, Karl F. Haug Verlag, Stuttgart 2019; ISBN 978-3-13-241169-2.
- Bachblüten in Schwangerschaft, Geburt und Stillzeit Mankau Verlag, Murnau 2018; ISBN 978-3-86374-432-8.
- Die Zeit der Schattenblütenfrau Pendo Verlag, München 2007; Neuausgabe: Books on Demand, Nordersted 2011; ISBN 978-3-8448-0125-5.
- Spagyrik Paracelsus-Medizin im Alltag Christina und Donato Casagrande, W. Ludwig Buchverlag, München 2000; ISBN 3-7787-3875-5.